# Equipe taiwanesa na Copa Billie Jean King
A equipe taiwanesa na Copa Billie Jean King, sob o nome de Taipé Chinesa, representa Taiwan na Copa Billie Jean King, principal competição de tênis feminina por equipes do mundo. É administrada pela Chinese Taipei Tennis Association.

## História
Taipé Chinesa competiu pela primeira vez em 1972. Seus melhores resultados foram a 2ª fase de 1981 e chegar ao play-offs do Grupo Mundial II de 2016.

## Última convocação
Para o Grupo II da Ásia/Oceania de 2022, entre 8 e 13 de agosto:
- Lee Pei-chi
- Hsu Chieh-yu
- Yang Ya-yi
- Lee Ya-hsin
- Li Yu-yun